# Pseudocode
Met pseudocode wordt over het algemeen een onechte, informele programmeertaal bedoeld. 'Pseudo' betekent onecht, 'code' verwijst naar de broncode van een computerprogramma. Doordat pseudocode een informeel karakter heeft, is het niet geschikt om te worden gecompileerd en uitgevoerd. Het is hierdoor geen echte programmeertaal.
Pseudocode wordt gebruikt om algoritmen vast te leggen op een voor mensen leesbare manier, met behoud van de opeenvolgende algoritmische stappen. Natuurlijke taal is hiervoor niet geschikt, omdat deze ambigu, voor verschillende uitleg vatbaar is. Een werkelijke programmeertaal is vaak te strak gedefinieerd en vereist te specifieke kennis van die taal om het algoritme snel en voor iedereen begrijpelijk te maken.
In pseudocode komen bekende constructies uit bestaande programmeertalen voor, zoals C, Java of BASIC. Deze worden echter veel losser gebruikt en vaak in combinatie met geschreven zinnen, vaak in het Engels.
Bubblesort is een sorteeralgoritme en kan met pseudocode worden beschreven als:
```
while
 exchanges are needed
  
loop
 over all pairs of adjacent numbers
    
if
 the two numbers are in the wrong order
      
then
 exchange the pair
```

Pseudocode is nergens echt gedefinieerd, zoals dat bij het ontwerpen van een echte programmeertaal wel gebeurt, waardoor de schrijver van de pseudocode een grote vrijheid heeft. Hierdoor kan een hoger abstractieniveau worden gebruikt dan in een programmeertaal, hetgeen de leesbaarheid ten goede komt.
Voor de leesbaarheid is exchange the pair in bovenstaand voorbeeld beter dan:
```
int
 temp = a;
a = b;
b = temp;
```

Net als programmeertalen maakt pseudocode gebruik van constructies voor herhalingen en beslissingen. Het is in pseudocode gebruikelijk de tekst te laten inspringen. Details die voor compilers van belang zijn maar de leesbaarheid niet dienen, zoals puntkomma's en accolades, worden meestal niet gebruikt.